# Miluvatka, Svatove
Miluvatka (în ucraineană Мілуватка) este o comună în raionul Svatove, regiunea Luhansk, Ucraina, formată numai din satul de reședință.

## Demografie
Componența lingvistică a comunei Miluvatka
     Ucraineană (94,89%)
     Rusă (4,86%)
     Alte limbi (0,18%)
Conform recensământului din 2001, majoritatea populației comunei Miluvatka era vorbitoare de ucraineană (94,89%), existând în minoritate și vorbitori de rusă (4,86%).